# Ernst Körting junior
Ernst Körting junior (* 21. August 1869; † 15. November 1932) war ein deutscher Maschinenbau-Ingenieur und Motoren-Konstrukteur der Firma Körting AG in Hannover.

## Leben
Ernst Körting junior war ein Mitglied der Familie Körting, Sohn des Berthold Körting, ein Neffe des Maschinenbauers, Industriellen und Mitbegründers der Körting Hannover AG Ernst Körting.
Ab 1887 baute Ernst Körting jr. Motoren für Ballone und Luftschiffe.
Nachdem Ernst Körting jun. bereits 1907 einen Motor für die Brüder Wright konstruiert hatte, entwickelte er von 1907 bis 1909 einen Achtzylinder-V-Motor mit 71 bis 85 PS für Militär-Zeppeline. Ein mit Körtings Motor ausgerüstetes Luftschiff erreichte im Jahr 1909 den damaligen Dauerrekord von 13 Stunden und einen Geschwindigkeitsrekord mit 72 km/h.
Körting entwickelte zudem Motoren für U-Boote erfolgreich weiter. 1904 wurde er Mitglied im Vorstand der Körting AG.
Ernst Körting junior wurde in dem durch eine Grabstele markierten Familiengrab der Körtings auf dem Neuen St.-Nikolai-Friedhof in der Nordstadt von Hannover gedacht. Seine detaillierteren Geburts- und Sterbedaten sind in einer Inschrift auf einem Familiengrab auf dem Stadtfriedhof Engesohde nachzulesen.